# ویلاویخا
ویلاویخا (انگلیسی: Villavieja, Huila) یک منطقه مسکونی در کشور کلمبیا است.